# Daniel Manzato
Daniel Manzato (Friburgo, 17 gennaio 1984) è un hockeista su ghiaccio svizzero.

## Statistiche
Statistiche aggiornate a luglio 2012.

### Club
| Stagione | Squadra              | Stagione regolare | Stagione regolare | Stagione regolare | Stagione regolare | Playoff | Playoff | Playoff |
| Stagione | Squadra              | Lega              | P                 | GAA               | SVS%              | P       | GAA     | SVS%    |
| -------- | -------------------- | ----------------- | ----------------- | ----------------- | ----------------- | ------- | ------- | ------- |
| 1999-00  | Gottéron U20         | Elite Jr. A       | 36                | -                 | -                 | 2       | -       | -       |
| 1999-00  | Gottéron U20         | Elite Jr. A       | 36                |                   |                   | 2       |         |         |
|          | Gottéron             | NLA               | -                 | -                 | -                 | 0       | -       | -       |
| 2000-01  | Gottéron             | NLA               | 4                 |                   |                   |         |         |         |
|          | Gottéron U20         | Elite Jr. A       | 36                |                   |                   |         |         |         |
| 2001-02  | Victoriaville Tigres | QMJHL             | 36                | 3.23              | 0.901             | 6       | 4.09    | 0.882   |
|          |                      | M-Cup             | 2                 | 2.77              | .938              | -       | -       | -       |
| 2002-03  | Victoriaville Tigres | QMJHL             | 48                | 3.37              | 0.89              | 3       | 5.27    | 0.81    |
| 2003-04  | Victoriaville Tigres | QMJHL             | 23                | 4                 | 0.877             |         |         |         |
|          | Kloten               | NLA               | 15                | 2.42              |                   | -       | -       | -       |
|          |                      | Playout           | 6                 | 3.23              |                   | -       | -       | -       |
| 2004-05  | Ambrì-Piotta         | NLA               | 25                | 2.66              | -                 | 0       | -       | -       |
| 2005-06  | Basel                | NLA               | 40                | 2.59              | -                 | 5       | 4.52    | -       |
| 2006-07  | Basel                | NLA               | 43                | 3.64              | -                 | -       | -       | -       |
|          |                      | Playout           | 13                | 3.09              | -                 | -       | -       | -       |
| 2007-08  | Charlotte Checkers   | ECHL              | 2                 | 2                 | 0.947             | -       | -       | -       |
|          | Las Vegas Wranglers  | ECHL              | 33                | 2.39              | 0.918             | 2       | 2.48    | 0.905   |
|          | Albany River Rats    | AHL               | 1                 | 5.07              | 0.884             | -       | -       | -       |
| 2008-09  | Albany River Rats    | AHL               | 32                | 3.19              | 0.898             |         |         |         |
| 2009-10  | Rapperswil           | NLA               | 47                | 2.9               | -                 | -       | -       | -       |
|          |                      | Playout           | 7                 | 3.07              | -                 | -       | -       | -       |
| 2010-11  | Rapperswil           | NLA               | 40                | 3.32              | 0.903             | -       | -       | -       |
|          |                      | Playout           | 10                | 2.75              | -                 | -       | -       | -       |
| 2011-12  | Rapperswil           | NLA               | 39                | 3.2               | 0.909             | -       | -       | -       |
|          |                      | Playout           | 5                 | 2.4               | 0.928             | -       | -       | -       |
| 2012-13  | Lugano               | NLA               | 29                | 2.79              | 0.904             |         |         |         |
| 2013-14  | Lugano               | NLA               | 0                 | 0                 | 0                 |         |         |         |

### Nazionale
| Stagione | Livello           | Risultati     | Risultati | Risultati | Risultati |
| Stagione | Livello           | Competizione  | P         | GAA       | SVS%      |
| -------- | ----------------- | ------------- | --------- | --------- | --------- |
| 2000-01  | Switzerland U18   | WJC-18        | 1         | 3         | 0.875     |
| 2002-03  | Switzerland U20   | WJC-20        | 2         | 3         | 0.875     |
| 2003-04  | Switzerland U20   | WJC-20        | 4         | 3.13      | 0.91      |
| 2006-07  | Switzerland       | WC            | -         | -         | -         |
| 2007-08  | Switzerland (all) | International | 4         | -         | -         |
| 2008-09  | Switzerland (all) | International | 2         | -         | -         |
| 2009-10  | Switzerland       | WC            | -         | -         | -         |
|          | Switzerland (all) | International | 4         | 1.6       | 0.927     |
| 2010-11  | Switzerland       | WC            | 0         | -         | -         |
|          | Switzerland (all) | International | 4         | 2.3       | 0.918     |
| 2011-12  | Switzerland (all) | International | 1         | 0         | 1         |

## Palmarès

### Club
- Coppa Spengler: 1

KalPa: 2018
- Quebec Major Junior Hockey League: 1

 Victoriaville Tigres: 2001-02

### Individuale
- Lega Nazionale A:

2005-06: goalie of the Year
- East Coast Hockey League:

2007-08: Goaltender of the Month (December)